# Narcís Verdaguer i Callís
Narcís Verdaguer i Callís (Vic, Osona, 29 d'octubre de 1862 — Barcelona, 5 d'abril de 1918) fou un advocat especialitzat en qüestions comercials i aranzelàries i polític català. Era cosí germà de Jacint Verdaguer.

## Biografia
Narcís Verdaguer i Callís va néixer el 29 d'octubre de 1862 a Vic. El 1882 ingressà al seminari de Vic, on hi fundà la revista L'Almogàver, però el 1883 l'abandonà i se n'anà a Barcelona, on estudià dret a la Universitat de Barcelona i exercí de corresponsal del setmanari La Veu del Montserrat.
Es va implicar en el moviment catalanista des de la seva participació en el míting de la Llotja de Barcelona de gener del 1885, i el 1886 ingressà al Centre Escolar Catalanista, del que en fou president de la secció de dret i president de l'entitat el 1887-1888. Gràcies a això fou nomenat secretari de relacions de la Lliga de Catalunya, i aprofità el càrrec per a promoure la campanya contra l'article 15 del codi civil espanyol de 1889, de manera que aviat esdevingué un dels referents del catalanisme.
Participà en la creació de la Unió Catalanista el 1891 i fou un dels fundadors del diari La Veu de Catalunya, del que en fou director del 1891 al 1898. Era partidari d'un catalanisme moderat i possibilista, i s'enfrontà amb els plantejaments del diari La Renaixença, molt més intransigents i radicals. El 1897 fou elegit vicepresident de la Unió Catalanista, i es mostrà favorable a la participació electoral del catalanisme.
El febrer del 1898 fou elegit secretari del Foment del Treball Nacional, i des del seu càrrec va influir notablement en l'evolució cap al catalanisme d'importants industrials com Albert Rusiñol i Prats o Ferrer-Vidal, cosa que estrenyerà els vincles entre el catalanisme i la burgesia industrial. El 1893 es casà amb Francesca Bonnemaison i Farriols, que va col·laborar amb ell en molts dels seus articles, i va crear un bufet d'advocats especialitzat en comerç internacional. Un dels seus passants fou Francesc Cambó.
El 1898 va fer costat al programa del general Polavieja, i participà en mítings demanant el concert econòmic el 1899. El 1900 fou fundador i president del Centre Nacional Català, aplegant al seu voltant Prat de la Riba, el jove Francesc Cambó, Lluís Duran i Ventosa i Josep Puig i Cadafalch. Aquest partit s'uniria a la Unió Regionalista per a formar la Lliga Regionalista l'abril de 1901. En fou nomenat vicepresident.
Cedí La Veu de Catalunya al seu amic Enric Prat de la Riba, que la convertí en portaveu del catalanisme moderat. Durant uns anys restà apartat de la política per motius de salut, però més tard tornà a la palestra i fou escollit regidor de la Lliga Regionalista a l'Ajuntament de Barcelona el 1909-1910, diputat provincial el 1911-1913 i diputat a corts per Vic el 1914-1916.
Creà i dirigí la borsa de treball de la diputació de Barcelona (1912), i fou president de la Societat Econòmica d'Amics del País (1910-1911) i de l'Acadèmia de Jurisprudència i Legislació de Catalunya (1917-1918). Hom considera que la seva influència sobre Enric Prat de la Riba i Francesc Cambó va ser fonamental per a la configuració d'un catalanisme conservador i catòlic lligat als interessos de la burgesia industrial. Va morir el 5 d'abril de 1918 a Barcelona.
A Barcelona, Verdaguer i Callís té dedicat un carrer al seu nom, a tocar de l'Escola de la Dona, creada per la seva muller Francesca Bonnemaison, al carrer Baix de Sant Pere.

## Obres
- La primera victòria del catalanisme (1919) recull d'articles
- La divina comèdia (1921) traducció de Dante Alighieri

## Fons personal
El fons Narcís Verdaguer Callís - Francesca Bonnemaison es conserva a l'Arxiu Nacional de Catalunya. Inicialment es conservà al domicili particular dels productors fins a l'esclat de la guerra civil en què fou salvat del saqueig per diversos membres de la família i finalment rescatat per Ramon Rucabado i Comerma, marit de Clara Verdaguer, neboda del productor. Les germanes Roser, Montserrat i Mariàngela Rucabado i Verdaguer, hereves i propietàries del llegat dels seus pares Ramon Rucabado i Clara Verdaguer, van conservar la documentació fins al seu ingrés a l'ANC.
Dins el material de Narcís Verdaguer i Callís s'inclou documentació personal i familiar; obra creativa (destaca especialment la documentació relacionada amb la traducció al català de l'obra de Dante, La Divina Comèdia); correspondència amb nombroses personalitats de l'àmbit polític i cultural del moment; documentació de projecció social i política relacionada amb el Centre Escolar Catalanista, la Lliga de Catalunya, la Diputació Provincial de Barcelona, l'Ajuntament de Barcelona, el Foment del Treball Nacional i altres entitats, que inclou manifestos, discursos, projectes, correspondència, etc.
Dins el material de Francesca Bonnemaison s'inclou documentació acadèmica i altra documentació personal; obra creativa (poemes); biblioteca i hemeroteca que aplega un conjunt de monografies i publicacions periòdiques de temàtica cultural general; escrits sobre la productora. Però en aquest apartat destaca especialment la documentació generada i rebuda per l'Institut de Cultura i Biblioteca Popular de la Dona que inclou estatuts, memòries, actes de juntes i consells, programes i publicacions diverses.